# Te Rata Bridge
Die Te Rata Bridge war eine Hängebrücke über den Retaruke River in King Country in Neuseeland. Am 22. März 1994 rissen zwei Querträger, während der Imker Kenneth Richards die Brücke überquerte. Er fiel 30 Meter tief in den Fluss und starb. Inzwischen ist das Ereignis zum Politikum geworden.
Die Brücke wurde 1986 für die Landbesitzer Keith und Margaret Berryman von Mitgliedern der neuseeländischen Armee erbaut. Die statischen Berechnungen stammten von Lieutenant John Armstrong.
G. W. Butcher, ein ehemaliger Bauingenieur und Armeeangehöriger im Ruhestand, wurde nach dem Einsturz beauftragt, einen Bericht über die Stabilität der Brücke zu verfassen. Der zwölfseitige Butcher Report wurde 1997 fertiggestellt. Der Bericht sieht die Ursache für den Zusammenbruch der Brücke zum einen in den unzureichenden Verstrebungen und zum anderen in der unregelmäßigen Wartung der Brücke durch die Besitzer.
Die neuseeländische Armee hielt den Bericht jedoch zurück, unter dem Vorwand, dass er die militärische Disziplin untergraben würde. Der Bericht wurde gegen die richterliche Anordnung vom Anwalt der Berrymans, Rob Moodie, im Internet veröffentlicht. Die Berrymans wurden wegen fahrlässiger Tötung verurteilt und verloren aufgrund der Anwaltskosten inzwischen auch ihr Land.